# Кочубеевка (Чутовский район)
Кочубеевка (укр. Кочубеївка) — село,
Черняковский сельский совет,
Чутовский район,
Полтавская область,
Украина.
Код КОАТУУ — 5325484204. Население по переписи 2001 года составляло 968 человек.

## Географическое положение
Село Кочубеевка находится в 3,5 км от правого берега реки Коломак,
примыкает к селу Черняковка,
на расстоянии в 1 км от пгт Скороходово и в 4-х км от пгт Чутово.
По селу протекает пересыхающий ручей с запрудой.
Через село проходит автомобильная дорога Т-1722.

## Экономика
- «Петровский», зверосовхоз.

## Объекты социальной сферы
- Школа.

## Известные люди
- Петренко Василий Яковлевич (1912—2003) — Герой Советского Союза, родился в селе Кочубеевка.
- Григорий Самойлович Кабаковский (1909—1959) — Герой Советского Союза, родился в селе Кочубеевка.